# Montpeirós (Puèi Domat)
Montpeyroux és un municipi francès situat al departament del Puèi Domat i a la regió d'Alvèrnia-Roine-Alps. L'any 2007 tenia 355 habitants.

## Demografia

### Població
El 2007 la població de fet de Montpeyroux era de 355 persones. Hi havia 152 famílies de les quals 48 eren unipersonals (20 homes vivint sols i 28 dones vivint soles), 52 parelles sense fills, 48 parelles amb fills i 4 famílies monoparentals amb fills.
La població ha evolucionat segons el següent gràfic:
Habitants censats

### Habitatges
El 2007 hi havia 186 habitatges, 154 eren l'habitatge principal de la família, 20 eren segones residències i 12 estaven desocupats. 172 eren cases i 14 eren apartaments. Dels 154 habitatges principals, 119 estaven ocupats pels seus propietaris, 34 estaven llogats i ocupats pels llogaters i 1 estava cedit a títol gratuït; 1 tenia una cambra, 10 en tenien dues, 27 en tenien tres, 44 en tenien quatre i 72 en tenien cinc o més. 92 habitatges disposaven pel capbaix d'una plaça de pàrquing. A 60 habitatges hi havia un automòbil i a 80 n'hi havia dos o més.

### Piràmide de població
La piràmide de població per edats i sexe el 2009 era:
| Homes | Edats   | Dones |
| ----- | ------- | ----- |
| 0     | 95 o +  | 0     |
| 0     | 90 a 94 | 0     |
| 0     | 85 a 89 | 8     |
| 4     | 80 a 84 | 0     |
| 0     | 75 a 79 | 8     |
| 12    | 70 a 74 | 12    |
| 4     | 65 a 69 | 8     |
| 20    | 60 a 64 | 4     |
| 8     | 55 a 59 | 20    |
| 12    | 50 a 54 | 16    |
| 16    | 45 a 49 | 12    |
| 24    | 40 a 44 | 12    |
| 20    | 35 a 39 | 4     |
| 8     | 30 a 34 | 4     |
| 16    | 25 a 29 | 8     |
| 4     | 20 a 24 | 4     |
| 8     | 15 a 19 | 4     |
| 12    | 10 a 14 | 12    |
| 8     | 5 a 9   | 4     |
| 16    | 0 a 4   | 4     |

## Economia
El 2007 la població en edat de treballar era de 226 persones, 174 eren actives i 52 eren inactives. De les 174 persones actives 159 estaven ocupades (90 homes i 69 dones) i 15 estaven aturades (9 homes i 6 dones). De les 52 persones inactives 22 estaven jubilades, 15 estaven estudiant i 15 estaven classificades com a «altres inactius».

### Ingressos
El 2009 a Montpeyroux hi havia 155 unitats fiscals que integraven 364 persones, la mediana anual d'ingressos fiscals per persona era de 21.309 €.

### Activitats econòmiques
Dels 13 establiments que hi havia el 2007, 1 era d'una empresa de fabricació d'altres productes industrials, 2 d'empreses de comerç i reparació d'automòbils, 4 d'empreses d'hostatgeria i restauració, 1 d'una empresa d'informació i comunicació, 1 d'una empresa financera, 2 d'empreses de serveis, 1 d'una entitat de l'administració pública i 1 d'una empresa classificada com a «altres activitats de serveis».
Els 2 serveis als particulars que hi havia el 2009 eren restaurants.
L'any 2000 a Montpeyroux hi havia 7 explotacions agrícoles que ocupaven un total de 276 hectàrees.

## Poblacions més properes
El següent diagrama mostra les poblacions més properes.